# Michael Massee
Michael Massee (Kansas City, Missouri, 1952. szeptember 1. – Los Angeles, Kalifornia, 2016. október 20.) amerikai színész.

## Élete és pályafutása
Egyéves korában Párizsba költöztek írói ambíciókat dédelgető édesapjával, aki az UNESCO-nál kapott munkát. Massee később visszaköltözött az Egyesült Államokba, ahol a New York-i Hunter College színház és dráma tagozatán végzett 1987-ben.
Ezután Los Angelesbe költözött, ahol eleinte pincérkedett, miközben beindította filmes karrierjét. A Jelenések című vallásos drámasorozatban Isaiah Haden sátánista sorozatgyilkost alakította. A bűn városa című bűnügyi drámában egy szegénynegyedben élő orvost, A Macskanő (2004) című szuperhősfilmben a fagyos szupermodell, Laurel Hadare jobbkezét alakította. 
A holló című fantasyfilmben egy erőszakos utcai banda tagját, a drogos Mókást formálta meg. A film forgatása során történt balesetben Massee kezében volt az a fegyver, amely kioltotta Brandon Lee életét. Az esetet kivizsgálták és Michael Massee-t semmilyen szempontból nem találták bűnösnek. 2005-ben adott először interjút az esettel kapcsolatban. „Abszolút nem kellett volna ennek megtörténnie. Nem is az én feladatom lett volna a fegyver kezelése, amíg el nem kezdtük forgatni a jelenetet és a rendező közben változtatott rajta” – mondta el Massee. Állítása szerint a tragédia után egy évig nem dolgozott: „Ami Brandonnal történt, tragikus baleset volt... nem hiszem, hogy valaha is képes lehetsz túltenni magad egy hasonló dolgon.”
Egyik legismertebb szerepe a 24 című televíziós sorozatban volt, melyben a terrorista Ira Gainest játszotta.

## Magánélete
Babaruha-tervező feleségével élt Los Angelesben, akivel 1997-ben házasodtak össze, két gyermekük született. A forgatások közötti szünetekben a családi babaruha-boltban segített be eladóként.
2016. október 20-án hunyt el rákban, egy Los Angeles-i klinikán, halálának hírét csak pár nap után hozták nyilvánosságra.

## Filmjei
- FlashForward – A jövő emlékei (2009) - Dyson Frost
- Jelenések (2005) tv-sorozat – Isaiah Haden
- A Macskanő (2004) – Armando
- Médium – Veszedelmes erő (2003) (TV) – Adrian Geiger
- 24 (2001) (TV) - Ira Gaines
- Corky Romano (2001) – Fegyveres túszejtő
- The Theory of the Leisure Class (2001) – McMillan nyomozó
- A bűn városa (1999) – Dr. Eugene Grimes
- Angyalok háborúja (1999) – Helmut Fahrmeyer doktor
- Guy (1997) – Mark
- Amistad (1997) – Börtönőr
- Istent játszva (1997) – Gage
- Játsz/ma (1997) – Galliano
- Az erőszak vége (1997) – férfi a bárban
- The Last Don (1997) tv-sorozat – Jim Losey
- Lost Highway – Útvesztőben (1997) – Andy
- Szép kis nap (1996) – Eddie Parker
- Hetedik (1995) – Férfi a masszázsszalonban
- Szahara (1995) – Leroux
- Burnzy's Last Call (1995) – Luke
- Home of Angels (1995) – Baines nyomozó
- A holló (1994) – Mókás (Funboy)